# Java (Huhn)
Das Java ist eine in den USA aus verschiedenen asiatischen Rassen erzüchtete Haushuhnrasse. Sie wurde bereits um 1850 gezüchtet und gilt nach dem Dominikaner als die zweitälteste in den USA gezüchtete Hühnerrasse.
Das Javahuhn galt zeitweilig als profitabelste Rasse und wurde bei der Züchtung vieler anderer Rassen verwendet, wird selbst jedoch heute als stark gefährdete Rasse eingestuft und wäre im 20. Jahrhundert beinahe ausgestorben. Es handelt sich um große robuste Zweinutzungshühner, die sich unter geeigneten Bedingungen einen großen Teil ihres Futters selber suchen.